# Kalanchoe laciniata
Kalanchoe laciniata är en fetbladsväxtart som först beskrevs av Carl von Linné, och fick sitt nu gällande namn av Dc.. Kalanchoe laciniata ingår i släktet Kalanchoe och familjen fetbladsväxter. Inga underarter finns listade i Catalogue of Life.